# Boghislao IV di Pomerania
Boghislao IV di Pomerania (anche citato come Bogislaw) (1255 circa – febbraio 1309) fu duca di Pomerania-Wolgast dal 1278 fino alla morte.

## Biografia
Boghislao era il figlio maggiore del duca Barnim I, avuto dalla sua seconda moglie, forse una figlia del re Erik X di Svezia. Era un adulto alla morte del padre nel 1278, essendo stato co-sovrano dal 1276. 
Dopo la morte del padre Barnim I nel 1278, quando i suoi fratellastri minori Barnim II (m. 1295) e Ottone I erano ancora minorenni, Boghislao guidò da solo il governo e fu nominato provisor fratrum nell'atto di divisione nel 1295. 

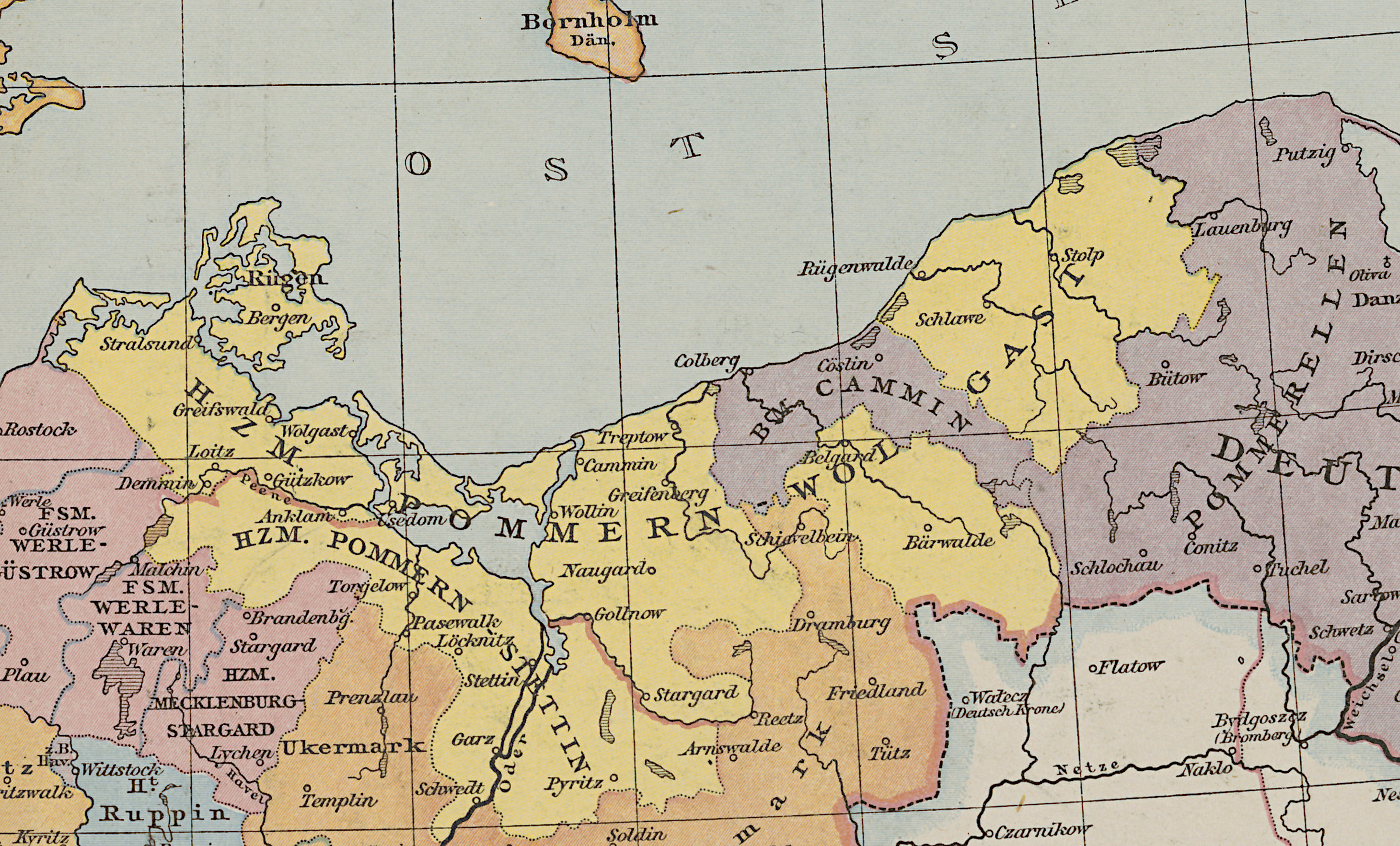
Mappa con la divisione della Pomerania tra Pomerania-Stettino e Pomerania-Wolgast, quest'ultima dominio di Boghislao IV.

All'inizio degli anni 1280 Boghislao fu coinvolto nella guerra con il vicino margraviato di Brandeburgo. In quel periodo sposò Matilde, figlia di Giovanni I e sorella del regnante margravio Ottone IV di Brandeburgo, ma tutti i suoi figli conosciuti arrivarono da un secondo matrimonio con Margarete, figlia di Vitslav II, principe di Rügen. 
Dunque, sebbene il duca fosse imparentato a causa del matrimonio con Matilde con gli Ascanidi, egli cercò, anche attraverso un'alleanza del 13 giugno 1283 con la Sassonia, il Meclemburgo, il Principato di Rügen e le città anseatiche di limitare il crescente potere dell'Elettorato di Brandeburgo, sostenuto dalla Danimarca, ma dovette alla fine firmare un trattato di pace per lui sfavorevole a Vierraden il 13 agosto 1284.
Con la morte di Barnim II nel 1295 e forse in conflitto, i fratellastri Boghislao e Ottone divisero la Pomerania nel trattato di Stettino il 1 luglio 1295: Ottone divenne sovrano di Stettino ("Pomerania-Stettino" o "Pomerania di Stettino", in pratica l'area meridionale della Pomerania, l'entroterra e la sponda meridionale della Laguna di Stettino le cui città seguivano il Diritto di Magdeburgo); Boghislao ebbe Wolgast ("Pomerania-Wolgast" o "Pomerania di Wolgast", l'area settentrionale lungo il Mar Baltico, le cui città seguivano il Diritto di Lubecca); la Pomerania rimase così separata tra i due ducati per 169 anni.
Per quanto riguarda i conflitti tra i vari ducati polacchi, dopo la morte di Przemysl II nel 1296, quando Ladislao il Breve ebbe il controllo del Regno di Polonia, Boghislao tentò di prendere possesso di una parte della Pomerania orientale sulla base dei suoi diritti ereditari in quest'area; ma contemporaneamente anche il Brandeburgo sollevò rivendicazioni. Boghislao cercò di formare un'alleanza con Ladislao I e il vescovo di Cammin Petrus nella Guerra dei margravi. Quando il vescovo di Cammin Petrus morì e il suo successore, il vescovo Heinrich, lasciò il partito del sovrano e dopo che Ladislao I fu deposto dal trono e il re Venceslao II di Boemia, alleato del Brandeburgo, rivendicò la sovranità sulla Pomerania, Boghislao dovette rinunciare ai suoi piani. Anche al ritorno di Ladislao I il Breve al trono polacco dopo la morte di Venceslao III (figlio di Venceslao II) non ebbe per lui conseguenze favorevoli: dovette rinunciare alla terra occupata oltre il Parsęta e il Golm, e infine l'anziano duca fu costretto a firmare una pace, che comprendeva anche il vescovo "traditore" Heinrich von Cammin. In questo trattato ottenne un'estensione del confine di stato attraverso l'area di Belgard, ma dovette riconoscere il dominio feudale del Brandeburgo per sé e per i suoi successori. Poco dopo Boghislao morì dopo un regno di trent'anni nel febbraio 1309 e fu sepolto nella chiesa cattedrale restaurata a Cammin. Dal suo secondo matrimonio con Margarethe, figlia di Vitslav II, nacque Wartislao IV, che lo seguì nel governo della Pomerania-Wolgast.

## Matrimonio e discendenza
In prime nozze Boghislao sposò Matilda di Brandeburgo-Stendal, figlia di Giovanni I, margravio di Brandeburgo. Sposò in seconde nozze Margarethe, figlia di Vitslav II principe di Rügen. I suoi figli dal secondo matrimonio furono:
- Eufemia di Pomerania  che sposò Cristoforo II di Danimarca
- Wartislao IV, duca di Pomerania, che avrebbe poi regnato nella Pomerania occidentale ed ereditato Rügen
- Elisabetta di Pomerania (1291–1349) che sposò il duca Eric I di Sassonia-Lauenburg nel 1318 circa
- Jutta
- Margareta, moglie di Nicola I, signore di Rostock

Forse ebbe un'altra figlia, Eufemia, moglie di Adolfo V, conte di Holstein-Segeberg